# 黄金の牧場と宝石の鉱山
『黄金の牧場と宝石の鉱山』(おうごんのぼくじょうとほうせきのこうざん、アラビア語: مروج الذهب ومعادن لجوهر, ALA方式ラテン文字転写: Murūj al-Dhahab wa-Maʿādin al-Jawhar) は、10世紀のバグダードに生まれた大旅行家マスウーディーが、947年に著した世界の地理と歴史に関する著作である。アラビア語で書かれている。
原著の題名は、K. Murūd͟j al-d͟hahab wa-maʿādin al-d͟jawhar fī tuḥaf al-as͟hrāf min al-mulūk wa-ahl al-dirāyāt といい、ふつうは Murūd͟j al-d͟hahab wa-maʿādin （金の野と宝石の山）と略称される。
本書の内容は当時のイスラーム圏に知られていた全世界の文化全般にわたり、近代的な学問分野の分け方で言うと「地理」と「歴史」に該当する。
預言者時代からアッバース朝カリフ・ムティー・リッラーヒの時代に至るまでの歴史をアラビア語で記述した、中世バクダッドの歴史家マスウーディーによる著作。
この書物の最初の版は947年に成立したとされているが、マスウーディーはその後も人生のほとんどの時間を使ってこの書物の加筆と編集に取り組んだ。